# Rolf Johannessen
Rolf Johannessen (Fredrikstad, 15 marzo 1910 – 2 febbraio 1965) è stato un calciatore norvegese, di ruolo difensore.

## Caratteristiche tecniche
Johannessen era un solido terzino destro, astuto e di corporatura robusta.

## Carriera

### Club

#### Lisleby e Pirmasens
Johannessen, soprannominato Bayern, provò a cominciare la carriera con la maglia del Fredrikstad, che però lo scartò. Fu allora ingaggiato dal Lisleby, per cui giocò dal 1926 al 1931, diventando un calciatore importante della squadra che, tra la fine degli anni venti e gli inizi degli anni trenta, era la più forte della regione.
Nel 1932, passò ai tedeschi del Pirmasens. Johannessen volle trasferirsi in Germania per approfondire la conoscenza del settore calzaturiero e, per farlo, dovette lasciare la Norvegia. Fu durante questa esperienza che si guadagnò il soprannome Bayern.

#### Fredrikstad
Il 21 maggio 1934, diventò un calciatore del Fredrikstad. Esordì in squadra, però, soltanto il 30 luglio 1935, in una partita di beneficenza disputata contro il Lisleby. Con questa casacca, vinse quattro edizioni della Norgesmesterskapet e due del campionato.

### Nazionale
Johannessen giocò 20 partite per la Norvegia. Debuttò il 21 giugno 1931, nel pareggio per 2-2 contro la Germania. Partecipò al campionato del mondo 1938, in cui la Norvegia fu eliminata al primo turno dall'Italia.

## Statistiche

### Cronologia presenze e reti in nazionale
| Cronologia completa delle presenze e delle reti in nazionale ― Norvegia | Cronologia completa delle presenze e delle reti in nazionale ― Norvegia | Cronologia completa delle presenze e delle reti in nazionale ― Norvegia | Cronologia completa delle presenze e delle reti in nazionale ― Norvegia | Cronologia completa delle presenze e delle reti in nazionale ― Norvegia | Cronologia completa delle presenze e delle reti in nazionale ― Norvegia | Cronologia completa delle presenze e delle reti in nazionale ― Norvegia | Cronologia completa delle presenze e delle reti in nazionale ― Norvegia |
| Data                                                                    | Città                                                                   | In casa                                                                 | Risultato                                                               | Ospiti                                                                  | Competizione                                                            | Reti                                                                    | Note                                                                    |
| ----------------------------------------------------------------------- | ----------------------------------------------------------------------- | ----------------------------------------------------------------------- | ----------------------------------------------------------------------- | ----------------------------------------------------------------------- | ----------------------------------------------------------------------- | ----------------------------------------------------------------------- | ----------------------------------------------------------------------- |
| 21/06/1931                                                              | Oslo                                                                    | Norvegia                                                                | 2 – 2                                                                   | Germania                                                                | Amichevole                                                              | -                                                                       |                                                                         |
| 18/06/1936                                                              | Oslo                                                                    | Norvegia                                                                | 1 – 2                                                                   | Svizzera                                                                | Amichevole                                                              | -                                                                       |                                                                         |
| 27/05/1937                                                              | Oslo                                                                    | Norvegia                                                                | 1 – 3                                                                   | Italia                                                                  | Amichevole                                                              | -                                                                       |                                                                         |
| 15/09/1937                                                              | Helsinki                                                                | Finlandia                                                               | 0 – 2                                                                   | Norvegia                                                                | Amichevole                                                              | -                                                                       |                                                                         |
| 19/09/1937                                                              | Oslo                                                                    | Norvegia                                                                | 3 – 2                                                                   | Svezia                                                                  | Amichevole                                                              | -                                                                       |                                                                         |
| 10/10/1937                                                              | Oslo                                                                    | Norvegia                                                                | 3 – 2                                                                   | Irlanda                                                                 | Qual. Mondiali 1938                                                     | -                                                                       |                                                                         |
| 24/10/1937                                                              | Berlino                                                                 | Germania                                                                | 3 – 0                                                                   | Norvegia                                                                | Amichevole                                                              | -                                                                       |                                                                         |
| 07/11/1937                                                              | Dublino                                                                 | Irlanda                                                                 | 3 – 3                                                                   | Norvegia                                                                | Qual. Mondiali 1938                                                     | -                                                                       |                                                                         |
| 31/05/1938                                                              | Oslo                                                                    | Norvegia                                                                | 1 – 0                                                                   | Estonia                                                                 | Amichevole                                                              | -                                                                       |                                                                         |
| 05/06/1938                                                              | Marsiglia                                                               | Norvegia                                                                | 1 – 2                                                                   | Italia                                                                  | Mondiali 1938                                                           | -                                                                       |                                                                         |
| 17/06/1938                                                              | Oslo                                                                    | Norvegia                                                                | 9 – 0                                                                   | Finlandia                                                               | Amichevole                                                              | -                                                                       |                                                                         |
| 04/09/1938                                                              | Oslo                                                                    | Norvegia                                                                | 2 – 1                                                                   | Svezia                                                                  | Amichevole                                                              | -                                                                       |                                                                         |
| 18/09/1938                                                              | Oslo                                                                    | Norvegia                                                                | 1 – 1                                                                   | Danimarca                                                               | Amichevole                                                              | -                                                                       |                                                                         |
| 02/10/1938                                                              | Stoccolma                                                               | Svezia                                                                  | 2 – 3                                                                   | Norvegia                                                                | Amichevole                                                              | -                                                                       |                                                                         |
| 14/06/1939                                                              | Copenaghen                                                              | Svezia                                                                  | 0 – 1                                                                   | Norvegia                                                                | Amichevole                                                              | -                                                                       |                                                                         |
| 18/06/1939                                                              | Copenaghen                                                              | Danimarca                                                               | 3 – 6                                                                   | Norvegia                                                                | Amichevole                                                              | -                                                                       |                                                                         |
| 22/06/1939                                                              | Oslo                                                                    | Norvegia                                                                | 0 – 4                                                                   | Germania                                                                | Amichevole                                                              | -                                                                       |                                                                         |
| 03/09/1939                                                              | Helsinki                                                                | Finlandia                                                               | 1 – 2                                                                   | Norvegia                                                                | Amichevole                                                              | -                                                                       |                                                                         |
| 17/09/1939                                                              | Oslo                                                                    | Norvegia                                                                | 2 – 3                                                                   | Svezia                                                                  | Amichevole                                                              | -                                                                       |                                                                         |
| 21/10/1945                                                              | Stoccolma                                                               | Svezia                                                                  | 10 – 0                                                                  | Norvegia                                                                | Amichevole                                                              | -                                                                       |                                                                         |
| Totale                                                                  |                                                                         | Presenze                                                                | 20                                                                      |                                                                         | Reti                                                                    | 0                                                                       |                                                                         |

## Palmarès

### Club
- Campionato norvegese: 2

Fredrikstad: 1937-1938, 1938-1939
- Coppa di Norvegia: 4

Fredrikstad: 1935, 1936, 1938, 1940

### Nazionale
- Bronzo olimpico: 1

Berlino 1936